# Șendreni, Iași
Șendreni este un sat în comuna Victoria din județul Iași, Moldova, România.